# SMAP
SMAP (яп. スマップ,, Сумаппу) — японський чоловічий гурт, до складу якого входили Накаї Масахіро, Кімура Такуя, Інаґакі Ґоро, Кусанаґі Цуйосі та Каторі Сінґо. Група була створена в 1988 році музичним продюсером Джонні Кітаґавою, засновником Johnny & Associates. Гурт спочатку складався з шести учасників, але Морі Кацуюкі покинув його в 1996 році. Назва розшифровується як «Спортивна музика збирає людей» (англ. Sports Music Assemble People). Після свого дебюту в 1991 році група штурмом захопила японську індустрію розваг, ставши одним із найуспішніших бой-бендів в Азії. Гурт часто називають «національним надбанням» та «багатством власністю країни» в Японії.
SMAP вважається культовою групою в Японії після досягнення безпрецедентного рівня успіху в багатьох жанрах індустрії розваг: музики, телебачення, кіно, радіо та театру, при чому як група, так і окремо. SMAP вважали зміною японської індустрії розваг і музики, з точки зору продовження довголіття бой-бендів і розширення кар'єри шляхом створення нових можливостей для гуртів, які пішли за ними. Починаючи як звичайний хлопчачий гурт із фан-базою, що складається переважно з дівчат-підлітків, вони поступово перетворилися на гурт із ширшою аудиторією, розширивши свою фан-базу до дітей, дорослих чоловіків і навіть людей похилого віку, після їхнього успіху в якості акторів та медійних особистостей.
SMAP випустив 55 синглів, усі з яких потрапили до першої десятки в різних чартах, 22 з них поспіль займали перші місця, а загалом 33 сингли стали номером один. На рахунку гурту 24 альбоми з першій десятці і 14 альбомів номер один. Сингл «Sekai ni Hitotsu Dake no Hana», випущений у 2003 році, є найбільш продаваним синглом у XXI столітті та третім в історії Японії, і став найвідомішою піснею в Японії згідно з японськими шкільними підручниками, а діти вивчають її в ранньому віці. Інші найбільш продавані сингли групи, «Beyond the Night Sky», «Lion Heart», «Shake», «Aoi Inazuma», також стали одними з найпопулярніших пісень у країні. За свою кар'єру гурт продав понад 38,5 мільйонів платівок лише в Японії.
У квітні 1996 року група запустила своє щотижневе вар'єте-шоу SMAP×SMAP, яке швидко набрало високих рейтингів і стало одним із найвідоміших телешоу в Японії. Виразний формат програми отримав широку оцінку критиків. У 1996, 1997, 1999–2002, 2006 та 2016 роках це шоу займало перше місце в щорічних рейтингах частки домогосподарств, що зробило його найпопулярнішим телевізійним шоу в Японії. Епізод, який вийшов у ефір у січні 2002 року, наразі займає сьоме місце в рейтингу найпопулярніших японських вар’єте в історії з 34,2 мільйонами глядачів. Станом на 2016 рік це восьма найтриваліша телепрограма в прайм-тайм в Японії.
31 грудня 2016 року SMAP офіційно було розформовано.

## Учасники
- Накаї Масахіро
- Кімура Такуя
- Інаґакі Ґоро
- Кусанаґі Цуйосі
- Каторі Сінґо
- Морі Кацуюкі

## Дискографія

### Студійні альбоми
- 1992: SMAP 001
- 1992: SMAP 002
- 1993: SMAP 003
- 1993: SMAP 004
- 1994: SMAP 005
- 1994: SMAP 006: Sexy Six
- 1995: SMAP 007: Gold Singer
- 1996: SMAP 008: Tacomax
- 1996: SMAP 009
- 1997: SMAP 011: Su
- 1998: SMAP 012: Viva Amigos!
- 1999: Birdman SMAP 013
- 2000: S map SMAP 014
- 2002: SMAP 015/Drink! Smap!
- 2003: SMAP 016/MIJ
- 2005: Sample Bang!
- 2006: Pop Up! SMAP
- 2008: Super Modern Artistic Performance
- 2010: We are SMAP!
- 2012: Gift of SMAP
- 2014: Mr.S

### Збірки
- 1995: Cool
- 1997: Wool
- 2001: Smap Vest
- 2001: pamS
- 2011: SMAP AID
- 2016: SMAP 25 Years

## Концертні тури
- Spring SMAP 91 (березень—квітень 1991)
- SMAP 92 Yattekimashita Oshogatsu (січень 1992)
- Spring SMAP 92 (березень—квітень 1992)
- SMAP 92 Summer Concert (серпень 1992)
- SMAP Live (листопад 1992)
- New Year Concert (січень 1993)
- Spring SMAP 93 (березень—квітень 1993)
- New Year Concert (січень 1994)
- Spring Concert (квітень—травень 1994)
- Sexy Six Show (липень—серпень 1994)
- Cool January (січень 1995)
- Cool Spring (березень—квітень 1995)
- Summer Minna Atumare Party (липень—вересень 1995)
- Winter Concert (грудень 1995 — січень 1996)
- Spring Concert (березень—квітень 1996)
- Chomugendaisho (липень—серпень 1996)
- SMAP Subarashii Sutekina Sugoizo (липень—вересень 1997)
- Concert Tour 1998 Viva Amigos (липень—вересень 1998)
- SMAP 1999 Tour Birdman (липень—вересень 1999)
- SMAP 00 S map Tour (жовтень—листопад 2000)
- SMAP 01 pamS Tour (липень—вересень 2001)
- SMAP 02 Drink Smap Tour (липень—листопад 2002)
- SMAP 03 MIJ Tour (липень—вересень 2003)
- SMAP Sample Tour (липень—вересень 2005)
- Pop Up SMAP Tour (липень—жовтень 2006)
- super.modern.artistic.performance tour (вересень—грудень 2008)
- We are SMAP Concert Tour (липень—вересень 2010)
- Gift of SMAP Concert Tour (серпень—грудень 2012)
- Mr.S Saikou de Saikou no Concert Tour (вересень 2014 — січень 2015)

## Нагороди та номінації

### Golden Arrow Award
Golden Arrow Award (укр. Нагорода «Золота стріла») вручається Японською асоціацією видавців журналів (JMPA) для визнання досконалості вітчизняних ЗМІ. SMAP отримав дві такі нагороди.
| Рік  | Номіновано | Нагорода                  | Результат |
| ---- | ---------- | ------------------------- | --------- |
| 1991 | SMAP       | Найкращий новачок         | Перемога  |
| 1991 | SMAP       | Премія «Новачок» (Музика) | Перемога  |

### Japan Gold Disc Award
Japan Gold Disc Awards — щорічна музична нагорода Японської асоціації звукозаписувальних компаній. SMAP отримав п'ятнадцять таких нагород.
| Рік  | Номіновано                                       | Нагорода                         | Результат |
| ---- | ------------------------------------------------ | -------------------------------- | --------- |
| 1992 | SMAP                                             | 5 найкращих нових виконавців     | Перемога  |
| 1995 | Cool                                             | Найкращий альбом                 | Перемога  |
| 1995 | Sexy Six Show                                    | Найкраще музичне відео           | Перемога  |
| 1996 | SMAP 007: Gold Singer                            | Найкращий альбом                 | Перемога  |
| 1997 | SMAP 008: Taxomax                                | Найкращий альбом                 | Перемога  |
| 1999 | «Yozora no Mukō»                                 | Пісня року (Спеціальна нагорода) | Перемога  |
| 2001 | «Lion Heart»                                     | Пісня року                       | Перемога  |
| 2002 | SMAP Vest                                        | Поп-альбом року                  | Перемога  |
| 2004 | «Sekai ni Hitotsu Dake no Hana»                  | Пісня року                       | Перемога  |
| 2004 | Smap! Tour! 2002!                                | Музичне відео року               | Перемога  |
| 2004 | Live MIJ                                         | Музичне відео року               | Перемога  |
| 2006 | SMAP to Icchatta! SMAP Sample Tour2005           | Музичне відео року               | Перемога  |
| 2007 | Pop Up! SMAP Live                                | Найкращі музичні відео           | Перемога  |
| 2009 | SMAP 2008 Super Modern Artistic Performance Tour | Найкращі музичні відео           | Перемога  |
| 2017 | SMAP 25 Years                                    | Альбом року                      | Перемога  |

### Japan Music Award
Japan Music Awards вручається Федерацією музичних продюсерів за видатні досягнення в індустрії звукозапису. SMAP отримав одну таку нагороду.
| Рік  | Номіновано            | Нагорода     | Результат |
| ---- | --------------------- | ------------ | --------- |
| 1991 | «Can't Stop!! Loving» | Новачок року | Перемога  |

### Japan Record Award
Japan Record Awards вручається Японською асоціацією композиторів за видатні досягнення в індустрії звукозапису. SMAP відмовився від цих номінацій.
| Рік  | Номіновано                      | Нагорода           | Результат  |
| ---- | ------------------------------- | ------------------ | ---------- |
| 2003 | «Sekai ni Hitotsu Dake no Hana» | Japan Record Award | Відмовлено |
| 2003 | «Sekai ni Hitotsu Dake no Hana» | Gold Award         | Відмовлено |

## Публікації
- SMAP Super Photo Book The First (жовтень 1992) ISBN 978-4056011500
- SMAP Photo Book Shonenki (червень 1993) ISBN 978-4081021123
- SMAP Year Book 1993–1994 reminiscence (травень 1994) ISBN 978-4847024283
- SMAP Year Book 1994–1995 revival & evolution (червень 1996) ISBN 978-4847024290
- Snap (грудень 2001) ISBN 978-4893891716
- The SMAP Magazine Super fashion & Music Assemble Photo magazine (жовтень 2010) ISBN 978-4-8387-8614-5
- SMAP×SMAP Complete Book Gekkan SmaSma Shinbun Vol.1 Pink (19 червня 2012) ISBN 978-4863362369
- SMAP×SMAP Complete Book Gekkan SmaSma Shinbun Vol.2 Red (19 червня 2012) ISBN 978-4863362369
- SMAP×SMAP Complete Book Gekkan SmaSma Shinbun Vol.3 Blue (24 липня 2012) ISBN 978-4863362376
- SMAP×SMAP Complete Book Gekkan SmaSma Shinbun Vol.4 Yellow (28 серпня 2012) ISBN 978-4863362383
- SMAP×SMAP Complete Book Gekkan SmaSma Shinbun Vol.5 Green (18 вересня 2012) ISBN 978-4863362390